# Опитер Вергиний Трикост
Опитер Вергиний Трикост (лат. Opiter Verginius Tricostus) — древнеримский политический и военный деятель VI—V веков до н. э..
Происходил из рода Вергиниев. В 502 году до н. э. Трикост вместе с Спурием Кассием Вецеллином занимал должность консула. Во время войны против аврунков и латинов он захватил город Помеция, за что и был удостоен триумфальным шествием. Кроме того, Дионисий Галикарнасский приписывает ему взятие другого латинского города — Камерии.